# Sadang (metropolitana di Seul)
Sadang (사당역 - 舍堂驛, Sadang-yeok ) è una stazione della metropolitana di Seul e funge da punto di interscambio fra la linea 2 e la linea 4 della metropolitana di Seul. La stazione si trova nel quartiere di Dobong-gu a Seul.

## Linee
Seoul Metro
● Linea 2 (Codice: 226)
● Linea 4 (Codice: 433)

## Struttura
Entrambe le linee sono sotterranee, e si incrociano perpendicolarmente in corrispondenza dell'incrocio fra la circolare meridionale e Dobong-daero. La linea 4 si trova al terzo piano interrato, mentre la linea 2 al secondo. Sopra di esse è presente il mezzanino. Essendo la linea 2 una linea circolare, i binari vengono designati come "circolare interna" e "circolare esterna".
Linea 2
| Circ. interna | ● Linea 2 | per Gangnam, Jamsil, Seongsu e Wangsimni |
| Circ. esterna | ● Linea 2 | per Sindorim, Hapjeong e Sinchon,        |

Linea 4
| Direzione centro/Danggogae | ● Linea 4 | per Seul, Dongdaemun, Università Hansung e Danggogae |
| Direzione Oido             | ● Linea 4 | per Geumjeong, Jungang e Oido                        |

## Stazioni adiacenti
| «         | Servizio | »            |
| Linea 2   | Linea 2  | Linea 2      |
| --------- | -------- | ------------ |
| Gangnam   | -        | Seocho       |
| Linea 4   |          |              |
| Chongshin | -        | Namtaeryeong |